# Повернись до мене
«Вернись до мене» (англ. Return to Me) — американський художній фільм режисерки Бонні Гант.

## Сюжет
Знадобилося чимало зусиль, щоб змусити Боба, недавно овдовілого архітектора, призначити «побачення наосліп». І, тим не менше, воно відбулося в невибагливій ірландсько-італійській забігайлівці. Він був буквально убитий, але не дамою, з якою було призначено побачення, а дотепністю офіціантки Грейс. Чи не без допомоги дідуся, стурбованого шлюбом внучки, Грейс і Боб зустрічаються. Їхні стосунки розцвітають, і здається, що у цих закоханих голубків все буде як не можна краще, поки не спливає неймовірна правда, така, що легко може розбити їх серця назавжди.

## У ролях
- Девід Духовни
- Мінні Драйвер
- Керрол О'Коннор
- Роберт Лоджа
- Бонні Гант
- Девід Алан Грайр
- Джоелі Річардсон
- Едді Джонс
- Джеймс Белуші
- Маріанн Мюллерлейл